# Arago de Sète
Arago de Sète Volley-Ball (Arago de Sète VB) – francuski męski klub siatkarski założony w 1953 roku z siedzibą w mieście Sète.
W sezonie 2012/2013 klub uczestniczy w rozgrywkach Ligue A.

## Sukcesy

### Oficjalne
- Mistrzostwa Francji:
  -  2. miejsce (3x): 1988, 2005, 2016
- Puchar Francji:
  -  1. miejsce (1x): 1988
  -  2. miejsce (1x): 2004

## Kadra

### Sezon 2019/2020
| Nr | Imię i nazwisko                 | Data ur. | Wzrost | Pozycja      |
| -- | ------------------------------- | -------- | ------ | ------------ |
| 1  | Matthieu Garcia                 | 2000     | 184    | rozgrywający |
| 6  | Lowie Stuer                     | 1995     | 194    | libero       |
| 7  | Baptiste Enfoux                 | 1996     | 200    | przyjmujący  |
| 8  | Kévin François                  | 1999     | 189    | przyjmujący  |
| 9  | Romans Sauss                    | 1989     | 193    | przyjmujący  |
| 10 | Samuel Jeanlys                  | 1999     | 202    | atakujący    |
| 11 | Arno Van de Velde               | 1995     | 210    | środkowy     |
| 13 | Wasyl Tupczij                   | 1992     | 196    | atakujący    |
| 14 | Killian Weidner                 | 1997     | 203    | środkowy     |
| 15 | Wiaczesław Tarasow              | 1988     | 202    | przyjmujący  |
| 16 | Daryl Bultor                    | 1995     | 200    | środkowy     |
| 17 | Željko Ćorić                    | 1988     | 196    | rozgrywający |
|    | Baptiste Geiler (od 04.01.2020) | 1987     | 198    | przyjmujący  |

### Sezon 2018/2019
| Nr | Imię i nazwisko    | Data ur. | Wzrost | Pozycja      |
| -- | ------------------ | -------- | ------ | ------------ |
| 2  | Manuel Coscione    | 1980     | 188    | rozgrywający |
| 4  | Arthur Piazzeta    | 1997     | 196    | rozgrywający |
| 6  | Axel Truhtchev     | 1995     | 196    | przyjmujący  |
| 7  | Branimir Grozdanow | 1994     | 198    | atakujący    |
| 8  | Elviss Krastins    | 1994     | 192    | przyjmujący  |
| 9  | Baptiste Enfoux    | 1996     | 200    | przyjmujący  |
| 11 | Killian Weidner    | 1997     | 203    | środkowy     |
| 12 | Steve Peironet     | 1985     | 190    | libero       |
| 13 | Wasyl Tupczij      | 1992     | 196    | atakujący    |
| 14 | Arthur Szwarc      | 1995     | 207    | środkowy     |
| 16 | Daryl Bultor       | 1995     | 200    | środkowy     |
| 19 | Pierre Bouleau     | 1998     | 176    | libero       |

### Sezon2017/2018
| Nr | Imię i nazwisko    | Data ur. | Wzrost | Pozycja      |
| -- | ------------------ | -------- | ------ | ------------ |
| 3  | Marien Moreau      | 1983     | 201    | atakujący    |
| 4  | Arthur Piazzeta    | 1997     | 196    | rozgrywający |
| 5  | Rafael Redwitz     | 1980     | 191    | rozgrywający |
| 6  | Axel Truhtchev     | 1995     | 196    | przyjmujący  |
| 7  | Branimir Grozdanow | 1994     | 198    | atakujący    |
| 8  | Baptiste Enfoux    | 1996     | 200    | przyjmujący  |
| 9  | Nicolás Méndez     | 1992     | 191    | przyjmujący  |
| 11 | Killian Weidner    | 1997     | 203    | środkowy     |
| 12 | Steve Peironet     | 1985     | 190    | libero       |
| 14 | Arthur Szwarc      | 1995     | 207    | środkowy     |
| 15 | Thomas Lamoise     | 1982     | 200    | przyjmujący  |
| 17 | Facundo Imhoff     | 1989     | 202    | środkowy     |
| 19 | Pierre Bouleau     | 1998     | 176    | libero       |

### Sezon2016/2017
| Nr | Imię i nazwisko | Data ur. | Wzrost | Pozycja      |
| -- | --------------- | -------- | ------ | ------------ |
| 3  | Marien Moreau   | 1983     | 201    | atakujący    |
| 4  | Arthur Piazzeta | 1997     | 196    | rozgrywający |
| 5  | Rafael Redwitz  | 1980     | 191    | rozgrywający |
| 6  | Axel Truhtchev  | 1995     | 196    | przyjmujący  |
| 7  | Thomas Lamoise  | 1982     | 200    | przyjmujący  |
| 8  | Baptiste Enfoux | 1996     | 200    | przyjmujący  |
| 9  | Ewoud Gommans   | 1990     | 202    | przyjmujący  |
| 10 | Tommy Senger    | 1982     | 203    | środkowy     |
| 11 | Luiz Henrique   | 1986     | 204    | środkowy     |
| 12 | Steve Peironet  | 1985     | 190    | libero       |
| 14 | Méderic Henry   | 1995     | 212    | środkowy     |
| 17 | Nicolás Méndez  | 1992     | 191    | przyjmujący  |
| 19 | Pierre Bouleau  | 1998     | 176    | libero       |

### Sezon2015/2016
| Nr | Imię i nazwisko   | Data ur. | Wzrost | Pozycja               |
| -- | ----------------- | -------- | ------ | --------------------- |
| 1  | Guillermo Hernán  | 1982     | 182    | rozgrywający          |
| 2  | Franck Lafitte    | 1989     | 203    | środkowy              |
| 3  | Marien Moreau     | 1983     | 201    | atakujący             |
| 5  | Axel Lowinski     | 1995     | 196    | środkowy              |
| 6  | Thibault Rossard  | 1993     | 194    | przyjmujący/atakujący |
| 7  | Thomas Lamoise    | 1982     | 200    | przyjmujący           |
| 8  | Baptiste Enfoux   | 1996     | 200    | przyjmujący           |
| 9  | Gauthier Bonnefoy | 1995     | 197    | przyjmujący           |
| 10 | Tommy Senger      | 1982     | 203    | środkowy              |
| 13 | Daniel Petrov     | 1991     | 191    | rozgrywający          |
| 14 | Méderic Henry     | 1995     | 212    | środkowy              |
| 16 | Nicolas Rossard   | 1990     | 182    | libero                |
| 17 | Nicolás Méndez    | 1992     | 191    | przyjmujący           |

### Sezon2014/2015
| Nr | Imię i nazwisko  | Data ur. | Wzrost | Pozycja      |
| -- | ---------------- | -------- | ------ | ------------ |
| 1  | Ivan Raič        | 1989     | 203    | atakujący    |
| 2  | Toafa Takaniko   | 1985     | 192    | rozgrywający |
| 4  | Taylor Crabb     | 1992     | 183    | przyjmujący  |
| 5  | Axel Lowinski    | 1995     | 196    | środkowy     |
| 6  | Keith Pupart     | 1985     | 195    | przyjmujący  |
| 7  | Thomas Lamoise   | 1982     | 200    | środkowy     |
| 10 | Tommy Senger     | 1982     | 203    | środkowy     |
| 13 | Daniel Petrov    | 1991     | 191    | rozgrywający |
| 14 | Méderic Henry    | 1995     | 212    | środkowy     |
| 15 | Thomas Koelewijn | 1988     | 206    | środkowy     |
| 16 | Nicolas Rossard  | 1990     | 182    | libero       |
| 17 | Nicolás Méndez   | 1992     | 191    | przyjmujący  |

### Sezon2013/2014
- Pierwszy trener:  Patrick Duflos
- Drugi trener:  Fabien Dugrip

| Nr | Imię i nazwisko   | Data ur. | Wzrost | Pozycja      |
| -- | ----------------- | -------- | ------ | ------------ |
| 1  | Lars Lorsheijd    | 1985     | 200    | środkowy     |
| 2  | Toafa Takaniko    | 1985     | 192    | rozgrywający |
| 3  | Frédéric Barais   | 1989     | 187    | przyjmujący  |
| 5  | Lukas Bauer       | 1989     | 203    | środkowy     |
| 6  | Keith Pupart      | 1985     | 195    | przyjmujący  |
| 7  | Thomas Lamoise    | 1982     | 200    | środkowy     |
| 8  | Graham Vigrass    | 1989     | 205    | środkowy     |
| 9  | Gauthier Bonnefoy |          |        | przyjmujący  |
| 12 | Maxime Hervoir    | 1995     | 195    | przyjmujący  |
| 13 | Thomas Le Vot     | 1993     | 187    | rozgrywający |
| 16 | Nicolas Rossard   | 1990     | 182    | libero       |
| 17 | Pavel Bartik      | 1981     | 204    | atakujący    |